# Dechang (socken i Kina)
Dechang (kinesiska: 德昌, 德昌乡) är en socken i Kina. Den ligger i provinsen Heilongjiang, i den nordöstra delen av landet, omkring 69 kilometer väster om provinshuvudstaden Harbin. Antalet invånare är 29 962. Befolkningen består av 14 728 kvinnor och 15 234 män. Barn under 15 år utgör 14,0 %, vuxna 15-64 år 79 %, och äldre över 65 år 6,0 %.
Genomsnittlig årsnederbörd är 909 millimeter. Den regnigaste månaden är juli, med i genomsnitt 189 mm nederbörd, och den torraste är januari, med 5 mm nederbörd.